# R. R. Palmer
Robert Roswell Palmer (* 11. Januar 1909 in Chicago, Illinois; † 11. Juni 2002 in Newtown, Pennsylvania) war ein amerikanischer Historiker.

## Leben
Palmer studierte bei Louis Gottschalk an der University of Chicago, an der er 1931 seinen Bachelor-Abschluss machte, und an der Cornell University, an der er 1934 bei Carl L. Becker promoviert wurde. Sein Dissertationsthema war die französische Rezeption der Amerikanischen Unabhängigkeit am Vorabend der Französischen Revolution. 1936 wurde er Instructor und später Professor an der Princeton University. 1963 bis 1966 war er Dekan an der Washington University und danach Professor an der Yale University. 1977 wurde er emeritiert und war Gastwissenschaftler am Institute for Advanced Study.
Er war unter anderem Gastprofessor in Berkeley, Chicago, Colorado und Michigan.
Palmer war ein Spezialist für die Französische Revolution und gilt als Pionier einer erweiterten transatlantischen historischen Betrachtung der Revolution (Atlantic History). Besonders bekannt ist er indes für sein erstmals 1950 erschienenes Lehrbuch A History of the Modern World, das eine Gesamtauflage von fast zwei Millionen Exemplaren erreichte und bis heute im Geschichtsunterricht zahlreicher amerikanischer High Schools und Colleges verwendet wird. Auch seine zweibändige Überblicksdarstellung der Revolutionsereignisse des 18. Jahrhunderts beiderseits des Atlantiks, The Age of the Democratic Revolution (1959–1964) gilt bis heute als Standardwerk.
1990 wurde Palmer mit dem internationalen Antonio-Feltrinelli-Preis ausgezeichnet. 1970 war er Präsident der American Historical Association und 1961 der Society for French Historical Studies. 1958 wurde er in die American Academy of Arts and Sciences gewählt.
Er war seit 1942 mit Esther Howard verheiratet und hatte drei Kinder. Sein Sohn Stanley Palmer ist Geschichtsprofessor an der University of Texas in Arlington.

## Schriften (Auswahl)
- Catholics and Unbelievers in 18th Century France. Princeton University Press, 1939.
- Twelve Who Ruled. Princeton University Press 1941.
- A History of the Modern World. Knopf, New York 1950, 9. Auflage 2002 (seit der 2. Auflage mit Joel Colton).
- The Age of the Democratic Revolution. A Political History of Europe and America, 1760–1800. Band 1: The Challenge. Princeton University Press 1959 (Band 1 erhielt den Bancroft-Preis), deutsche Übersetzung unter dem Titel Das Zeitalter der demokratischen Revolution. Eine vergleichende Geschichte Europas und Amerikas von 1760 bis zur Französischen Revolution.
- The Age of the Democratic Revolution. A Political History of Europe and America, 1760–1800. Band 2: The Struggle. Princeton University Press, 1964.
- The World of the French Revolution. Harper & Row, New York 1971.
- (Hrsg.): The School of the French Revolution. A Documentary History of the College of Louis-le-Grand and its Director, Jean-François Champagne, 1762–1814. Princeton University Press, 1975.
- The Improvement of Humanity. Education and the French Revolution. Princeton University Press, 1985.
- Two Tocquevilles: Father and Son. Princeton University Press, 1987.
- (Hrsg.): From Jacobin to Liberal. Marc-Antoine Jullien, 1775–1848. Princeton University Press, 1993.